# Torre Bellini
La Tour Bellini est un gratte-ciel résidentiel de Buenos Aires en Argentine. Elle culmine à 116 mètres pour 37 étages et a été achevée en 2007.